# 野中藍
野中 藍（のなか あい、1981年6月8日 - ）は、日本の女性声優、歌手。福岡県福岡市早良区出身。青二プロダクション所属。

## 来歴
青二塾東京校卒業（21期生）。事務所は青二プロダクション、レコードレーベルは旧スターチャイルド（現KING AMUSEMENT CREATIVE）に所属している。
ラジオドラマで声優デビュー。アニメでのデビューは『ONE PIECE』の“ガヤ”（群集の声）。
初ヒロインは『宇宙のステルヴィア』の片瀬志麻役。
2017年8月25日、自身が出演するYouTubeのネット番組『野中藍 ラリルれ、エブリバディ。』にて公開された動画内で、同年8月21日に入籍したことを発表した。オフィシャルブログでも報告している。2019年1月5日、自身のブログで第1子を出産したことを発表した。
2021年6月8日、第2子妊娠を報告。同年9月1日、女児を出産。

## 人物

### デビューまで

#### 生い立ち
小学生の頃、『週刊少年ジャンプ』の連載漫画原作のアニメが夕方に放送されていたため、それを観るために走って帰宅していたという。

#### 声優になるきっかけ
小学校高学年の頃、アニメ『幽☆遊☆白書』のファンだったことがきっかけで声優に興味を持った。登場人物では蔵馬が好きで、声を担当していた緒方恵美に憧れていた。声優になるために必要ということで、演劇部、地域の劇団に入り、バレエを習った経験もある。その後、発表会、演劇部の舞台に立つなどしているうちに、演劇そのものが好きになり、劇団四季、宝塚歌劇団にも興味が広がっていき、高校を卒業する頃には宝塚歌劇団の男役を目指していたが、身長不足で断念した。将来について考えていた時、声優になりたいという小学生時代の夢を思い出し、青二塾に入った。

#### 青二塾時代
卒業公演の時は配役に悩み、最終的には小天狗役を演じていた。他の天狗役の衣装と色や柄が少し違っており、「これが代々受け継がれていたものだ」と思っていたところ、気持ちが引き締まっていたという。

### 人柄
弟が1人いる。名前の由来は、母の名の頭文字「あ」と父の名の頭文字「い」を繋げたもの。元々は字を「愛」にしたかったものの、同じ団地に「愛」という名の子がいたため、漢字を変えたという。
学生時代は声でからかわれたり、「何ブリッコしてるんだよ」などと言われたりしており、当時はコンプレックスだった。声優の仕事をしていくにつれ、ファンから「声が好き」、「かわいらしい声ですね」などメッセージをもらうようになってから、段々自分の声が好きになったという。
演じた役でお気に入りの役柄は『宇宙のステルヴィア』の片瀬志麻であると語っている。自分にとって夢中のタイプであるというのが理由である。
自身がパーソナリティをつとめるラジオ番組『野中藍 ラリルれ、にちようび。』などで「歌はあまり上手くない」と自称しているものの、2005年からは歌手としても活動している。アイドル活動などの興味はなく、歌手としてデビューするとなった時は困惑していたという。逆に、それを活かして「音痴」と言う設定のキャラクターの持ち歌を担当したこともある。プロモーションビデオでは複数の衣装を着ることが多く、3rdアルバムの『ナミダノキセキ』の初回盤に封入されている『アマノジャク』では初めての男装を披露したり、「メガネをかけた女性役」を演じたりした。
サインには、基本的に「藍」をアルファベット表記した「AI」の崩し字とその時々の役名を書く。また、イメージカラーはDROPSの活動を通して定着した「緑」である。
苦手な食べ物はチーズ。

### 声優として
福岡県出身であり、博多弁で話すことができる。『魔法先生ネギま!』シリーズの近衛木乃香役では、独特の京都弁を「野中弁」と自称している。しかし、野中は博多弁しかできないため、苦労していたという。なお、ボイスニュータイプNo.007にて発表された「（ネギまのメインキャラ）32人の中で一番気に入った声優は誰ですか？」では第2位となった。
難しかった役は『ボボボーボ・ボーボボ』のビュティ役。それまではほわほわした女の子っぽい役を演じるが多かったため、ツッコミを入れるテンションの高い役は大変だったという。
『ぽてまよ』の京の母役で、初めて母役を演じていたが、とても楽しかったといい、『ぽてまよ』での役作りは話し方や呼びかけ方などは野中の母をモデルにしていたという。
デビュー当初から実年齢よりも年下の役を演じることが多かったが、等身大の女性役を演じることが増えたという。
2005年に放送された『ぱにぽにだっしゅ!』を皮切りに、シャフトが制作する新房昭之監督作品にレギュラー出演することが多くなった。役柄も、同作品のキャラクター「一条さん」のような不思議系やオチを担当するようなものとなる傾向がある。また、それらの作品のほとんどで野中が所属するスターチャイルドが製作に参加している。

### 趣味・特技
プロレス好きで、全日本プロレスの観戦に行っている。
QMAは『二つの時空石』でセラ役を演じる以前よりプレイしており、パスカードを持っている。セラを初めて見た感想について「不思議ちゃんとはいかないまでもちょっと気になるところがある子だなぁ」と感じたという。同作の演技についても自身がプレイしていたこともあり、それが参考になったと語っている。
『野中藍 ラリルれ、サタデーナイト。』400回記念として「神戸マラソン2012」でフルマラソンに初挑戦し5時間37分2秒で完走した。翌年の「神戸マラソン2013」にも引き続き出場し、前年を上回る5時間10分28秒で完走した。

## 出演
太字はメインキャラクター。

### テレビアニメ
2001年
- ONE PIECE（2001年 - 2017年、“ガヤ”〈群集の声〉、海王類〈ギョロ目〉、マンシェリー）

2002年
- 朝霧の巫女（女子生徒）
- キン肉マンII世（2002年 - 2006年、恵子） - 3シリーズ
- PLATONIC CHAIN（神楽リカ）

2003年
- R.O.D -THE TV-（重乃灯子）
- 宇宙のステルヴィア（片瀬志麻）
- カレイドスター（メリッサ、妹）
- 瓶詰妖精（ほろろ）
- ボボボーボ・ボーボボ（2003年 - 2005年、ビュティ、タカシ〈乳児時代〉、軍艦パイロット＝ジェニファ）
- エアマスター（アヤカ）

2004年
- 学園アリス（小笠原野乃子）
- 神無月の巫女（ネココ）
- 砂ぼうず（若芽）
- せんせいのお時間（堀鳩子、女生徒 他）

2005年
- あたしンち（みかんの昔の友人等）
- AIR（少女）
- ガイキング LEGEND OF DAIKU-MARYU（シオン）
- かみちゅ!（三枝みこ）
- クレヨンしんちゃん（2005年 - 2022年、カモミール、少女、マユ、歩数計、女の子 他）
- JINKI:EXTEND（川本さつき）
- ぱにぽにだっしゅ!（一条さん、一条歩〈妹〉）
- 魔法先生ネギま!（近衛木乃香）

2006年
- くじびき♥アンバランス（秋山時乃）
- ザ・サード 〜蒼い瞳の少女〜（マリー）
- 奏光のストレイン（エミリィ、ラヴィニア・リベルス）
- それいけ!アンパンマン（2006年 - 2023年、かなえ星、キャンドルちゃん〈3代目〉、ほたる姫〈5代目〉）
- ネギま!?（近衛木乃香） - 第5話のサブタイトル題字と提供イラストも担当。
- びんちょうタン（びんちょうタン）
- ぽかぽか森のラスカル（リルル）
- 夢使い（祐未）

2007年
- がくえんゆーとぴあ まなびストレート!（稲森光香）
- CLANNAD-クラナド-（2007年 - 2009年、伊吹風子） - 2シリーズ
- ゲゲゲの鬼太郎（第5作）（里見、ザンビア）
- さよなら絶望先生（2007年 - 2009年、風浦可符香〈P.N〉 他） - 3シリーズ
- サルゲッチュ 〜オンエアー〜 2nd（サヤカ）
- ドラえもん（テレビ朝日版第2期）（2007年 - 2024年、ノラミャー子、カワえもん、オットー姫、女子A、丸井マリ 他）
- 忍たま乱太郎（ナオミ〈2代目〉）
- BLUE DROP 〜天使達の戯曲〜（鈴木双葉）
- ぽてまよ（京の母）
- ムシウタ（堀内愛理衣/“C”）

2008年
- RD 潜脳調査室（伊東ユキノ）
- ケメコデラックス!（神代ユキナ）
- とらドラ!（木原麻耶）
- はたらキッズ マイハム組（カスミ）
- 秘密 〜The Revelation〜（天地奈々子）

2009年
- アスラクライン（嵩月奏） - 2シリーズ
- 神曲奏界ポリフォニカ クリムゾンS（ミゼルドリッド）
- 宇宙をかける少女（獅子堂妹子〈イモちゃん〉）
- チャギントン（ココ）
- 東京マグニチュード8.0（川崎彩）
- 夏のあらし!（伏見やよゐ） - 2シリーズ
- ねぎぼうずのあさたろう（お花）
- よくわかる現代魔法（森下こよみ）

2010年
- おとめ妖怪 ざくろ（麦）
- 神のみぞ知るセカイ（2010年 - 2013年、図書委員長〈藤井寺〉） - 2シリーズ
- カルルとふしぎな塔（パネット）
- ケロロ軍曹（カボチャ頭）
- ご姉弟物語（マッチ売りの少女）
- スティッチ! 〜ずっと最高のトモダチ〜（生徒C）
- 戦う司書 The Book of Bantorra（チャコリー）
- 探偵オペラ ミルキィホームズ（クラリス）
- デュエル・マスターズ クロスショック（ベア子姫）

2011年
- 銀魂（2011年 - 2018年、椿平子） - 2シリーズ
- 戦国乙女〜桃色パラドックス〜（大友ソウリン）
- 電波女と青春男（藤和女々）
- ひめチェン!おとぎちっくアイドル リルぷりっ（山森あずき）
- 魔法少女まどか☆マギカ（佐倉杏子）

2012年
- Another（桜木ゆかり）
- エリアの騎士（少女）
- 咲-Saki-シリーズ（2012年 - 2014年、福与恒子） - 2シリーズ
- しろくまカフェ（コウテイヒナ）
- 戦国コレクション（亜衣）
- リトルバスターズ!（渡辺咲子）

2013年
- ささみさん@がんばらない（邪神たま）
- 波打際のむろみさん（ひいちゃん）
- 私がモテないのはどう考えてもお前らが悪い!（今江恵美）

2014年
- 甘城ブリリアントパーク（ティラミー）
- 繰繰れ! コックリさん（のえる）
- ロボットガールズZ（ゴーゴン大公）

2015年
- おそ松さん（チビ美）
- 幸腹グラフィティ（町子明）
- 少年ハリウッド -HOLLY STAGE FOR 50-（琴美）

2016年
- うしおととら（看護婦）
- 3月のライオン（2016年 - 2017年、歩ニャー、金将ニャー、と金ニャー） - 2シリーズ
- ツキウタ。 THE ANIMATION（兎川千桜）

2017年
- スクールガールストライカーズ Animation Channel（桃川紗々）
- けものフレンズ（2017年 - 2019年、アミメキリン、サーバル） - 2シリーズ
- GRANBLUE FANTASY The Animation（カルテイラ）
- Fate/Apocrypha（黒のバーサーカー / フランケンシュタイン、メディア）
- UQ HOLDER! 〜魔法先生ネギま!2〜（近衛木乃香）

2018年
- ポチっと発明 ピカちんキット（2018年 - 2020年、ネムモグ、グミタヌキのグミィ）
- Fate/EXTRA Last Encore（キャスター / ナーサリー・ライム、ありす / 怪物）
- 深夜!天才バカボン（ハジメ、フレミングの法則、外国人店員）
- マンガで分かる!Fate/Grand Order（ナーサリー・ライム）

2019年
- どるふろ -癒し篇-（416）

2020年
- マギアレコード 魔法少女まどか☆マギカ外伝（2020年 - 2021年、佐倉杏子） - 2シリーズ
- 邪神ちゃんドロップキック'（クラーケン、パタゴニアミナミダラ）
- テイルズ クレストリア -咎ヲ背負いて彼は発つ-（ナレーション）

2021年
- ちびまる子ちゃん（麗子ちゃん）
- かぎなど（2021年 - 2022年、伊吹風子） - 2シリーズ

2022年
- 東京24区（蒼生桐子）
- ドールズフロントライン（416）

2023年
- ニンジャラ（バーニー〈小ワニ〉）

2024年
- 貼りまわれ!こいぬ（ちびしば） - 2シリーズ
- 魔王様、リトライ!R（XXX、社長）

2025年
- Turkey!（小豆）

### 劇場アニメ
- キン肉マンII世 マッスル人参争奪!超人大戦争（2002年、恵子[69]）
- 劇場版 魔法先生ネギま! ANIME FINAL（2011年、近衛木乃香）
- 劇場版 魔法少女まどか☆マギカ（2012年 - 2026年、佐倉杏子[70][71][72]） - 4作品[一覧 4]
- 映画ドラえもん のび太の地球交響楽（2024年、クラスメイト）
- 銀魂オンシアター2D かぶき町四天王篇（2025年、椿平子[73]）

### OVA
2002年
- I'll/CKBC（男の子B）
- 学園都市 ヴァラノワール（ミュウ）
- グリーングリーン（女子生徒A）

2004年
- 天罰エンジェルラビィ☆（ルイ）

2005年
- アンパンマンとはじめよう! 勇気りんりん! みんなの一日（ウサギちゃん）
- イリヤの空、UFOの夏（伊里野加奈）

2006年
- ネギま!? 春 / 夏（近衛木乃香） - 2作品

2008年
- 獄・さよなら絶望先生（風浦可符香〈P.N〉）
- 絶対衝激 〜PLATONIC HEART〜（香月美子）
- 魔法先生ネギま! 〜白き翼 ALA ALBA〜（近衛木乃香）

2009年
- アンパンマンとはじめよう! まねっこダンス（ウチュウジン）
- 懺・さよなら絶望先生 番外地（風浦可符香〈P.N〉）
- なめんなよ なめ猫 THE MOVIE
- ぱにぽにだっしゅ! OVA（一条さん、一条望）
- 魔法先生ネギま! 〜もうひとつの世界〜（近衛木乃香）

2010年
- 百合星人ナオコサン（柊ちゃん）

2012年
- 名探偵コナン えくすかりばあの奇跡（美苗）

2013年
- 波打際のむろみさん（ひいちゃん） - コミックス第9巻DVD付特装版

2015年
- 咲日和（福与恒子）

2017年
- クビキリサイクル 青色サヴァンと戯言遣い（軸本みより）

2021年
- Fate/Grand Carnival（ナーサリー・ライム、謎のネコW、フランケンシュタイン）

### Webアニメ
- Xenosaga II to III a missing year〜U.M.N.に封印されし真実の断片〜（2006年、百式レアリエン）
- シンエイぷちアニ劇場（2010年）
  - なんちゃって!（歌）
  - ポテッコベイビーズ（サツマ）
- ゆとりちゃん（2010年、祖谷氏けいこ）
- ポケモン不思議のダンジョン マグナゲートと∞迷宮 紹介SPムービー（2012年、エーフィ）
- 佐賀県を巡るアニメーション「おかえり 故郷の唐津」（2017年、吉岡雨海[76]）
- いたずら魔女と眠らない街（2017年、アップル[77]）
- ようこそジャパリパーク（2018年、サーバル[78]）
- ちょこっとアニメ けものフレンズ3（2019年、サーバル）
- どるふろ -癒し篇2-（2021年、416[79]）
- MEGUROレジェンダーズ きしもじん篇（2022年、きしもじん[80]）
- MEGUROレジェンダーズ 目黒伝説定例会議篇（2024年、きしもじん[81]）
- Fate/Grand Order 藤丸立香はわからない Season2（2024年、ナーサリー・ライム[82]）
- MEGUROレジェンダーズ 〜自己紹介篇〜（2025年、きしもじん）

### ゲーム
2002年
- 学園都市 ヴァラノワール（ミュウ、チャリオン、ミュゼット、レン・ウォルト）
- Thread Colors〜さよならの向こう側〜（求塚由真）
- ゼノサーガ エピソードI［力への意志］（百式レアリエン）

2003年
- ザ・キング・オブ・ファイターズEX2 〜HOWLING BLOOD〜（黒咲壬羽）
- 新紀幻想スペクトラルソウルズ（イグレーヌ、チョコ）
- ビストロ・きゅーぴっと2（チェリー・メープル）
- ラブ★スマッシュ!5 〜テニスロボの反乱〜（ベッキー・ウィリアム）

2004年
- 宇宙のステルヴィア（片瀬志麻）
- シャイニング・ティアーズ（マオ）
- ステディ×スタディ（星玲香）
- ゼノサーガ エピソードII［善悪の彼岸］（百式レアリエン）
- ゼノサーガ フリークス（百式レアリエン）
- BLACK/MATRIXOO（リプサリス）
- ボボボーボ・ボーボボ 9極戦士ギャグ融合（ビュティ）
- ボボボーボ・ボーボボ 爆闘ハジケ大戦（ビュティ）
- Riviera 〜約束の地リヴィエラ〜（セレネ）
- ロックマンX コマンドミッション（シナモン）

2005年
- 瓶詰妖精〜はる・なつ・あき・ふゆ せんせいさんと一緒〜（ほろろ）
- サルゲッチュ3（サヤカ）
- 新紀幻想スペクトラルソウルズII（ミュウ）
- 旋光の輪舞（ペク・チャンポ）
- ボボボーボ・ボーボボ 脱出!!ハジケ・ロワイヤル （ビュティ）
- マビノ×スタイル（ネココ）
- 魔法先生ネギま! 1時間目 お子ちゃま先生は魔法使い!（近衛木乃香）
- 魔法先生ネギま! 2時間目 戦う乙女たち!麻帆良大運動会SP!（近衛木乃香）
- らき☆すた 萌えドリル（小神あきら）

2006年
- 学園アリス〜きらきら★メモリーキッス〜（小笠原野乃子）
- CLANNAD（伊吹風子）
- ゼノサーガ エピソードIII［ツァラトゥストラはかく語りき］（百式レアリエン）
- ネギま!? 3時間目 恋と魔法と世界樹伝説!（近衛木乃香）
- ネギま!? 超 麻帆良大戦 かっとイ〜ン☆契約執行でちゃいますぅ（近衛木乃香）
- ブレイジングソウルズ（ブリジッテ）
- 魔法先生ネギま! 〜課外授業 乙女のドキドキ ビーチサイド〜（近衛木乃香）
- ルーンファクトリー -新牧場物語-（トルテ）
- レッスルエンジェルス サバイバー（キューティー金井、ノエル白石）

2007年
- がくえんゆーとぴあ まなびストレート! キラキラ☆Happy Festa!（稲森光香）
- くじびきアンバランス 会長お願いすま〜っしゅファイト☆（秋山時乃）
- シャイニング・ウィンド（マオ）
- シャイニング・フォース イクサ（カティーナ）
- 真・らき☆すた 萌えドリル 〜旅立ち〜（小神あきら）
- 多重人格 -Dr.Yesterday-（樫井絵里）
- DEAR My SUN!!〜ムスコ★育成★狂騒曲〜（紫藤風斗〈子供〉）
- ネギま!?どりーむたくてぃっく 夢見る乙女はプリンセス（近衛木乃香）
- ネギま!? ネオ・パクティオーファイト!!（近衛木乃香）
- ネギま!? 超 麻帆良大戦チュウ チェックイ〜ン全員集合! やっぱり温泉来ちゃいましたぁ（近衛木乃香）
- びんちょうタン しあわせ暦（びんちょうタン）
- マナケミア 〜学園の錬金術士たち〜（レーネ・キア）
- Wonderland ONLINE（ベティ）

2008年
- Lの季節2 invisible memories（澪泉双葉）
- CLANNAD FULL VOICE（伊吹風子）
- クロスエッジ（ミュウ）
- 12RIVEN -the Ψcliminal of integral-（高江ミュウ）
- ユグドラ・ユニオン（エミリオ、パメラ）
- ルミナスアーク2 ウィル（ルナルナ）
- レッスルエンジェルス サバイバー2（キューティー金井、ノエル白石）

2009年
- アニーのアトリエ 〜セラ島の錬金術士〜（アニー・アイレンベルク）
- 旋光の輪舞DUO（ペク・チャンポ）
- 電撃学園RPG Cross of Venus（伊里野加奈、嵩月奏）
- とらドラ・ポータブル!（木原麻耶）
- マクロスアルティメットフロンティア（ピノン・コレット）

2010年
- アガレスト戦記2（ミュウ）※DLC配信
- イース -フェルガナの誓い-（エレナ＝ストダート）
- Angelic Crest（通信士）
- クイズマジックアカデミーDS 〜二つの時空石〜（セラ）
- ゴッドイーター バースト（プレイヤーボイス）
- STORM LOVER（高未三咲）
- ドラゴンネスト（ウォーリアー）
- ニーア・レプリカント（ヨナ）
- ぱすてるチャイムContinue（カランバ）
- ひまわり -Pebble in the Sky- Portable（アリエス）
- Fate/EXTRA（ありす、アリス）
- ブレイズ・ユニオン（エイミ / エミリオ、パメラ）
- Memories Off ゆびきりの記憶（星月織姫）

2011年
- グロリア・ユニオン（ロコモコ、パメラ）
- code 18（春奈ひかり）
- 死神と少女（宮沢夏帆）
- 真・三國無双6（鮑三娘）
- 真・三國無双6 Special（鮑三娘）
- 真・三國無双6 猛将伝（鮑三娘）
- ノーブルリージュ!（シャルロッテ・ド・シャンパルティエ）
- ファイナルファンタジー零式（アリア）
- マクロストライアングルフロンティア（ピノン・コレット）
- 無双OROCHI 2（鮑三娘）
- 嫁コレ（2011年 - 2013年、藤和女々、佐倉杏子、風浦可符香、邪神たま）

2012年
- アイログ（戸塚里良、戸塚沙良）
- アンチェインブレイズ エクシヴ（ミント）
- 真・三國無双6 Empires（鮑三娘）
- NEWラブプラス（原ちゃん）
- はち恋（春日丘胡桃）
- 魔法少女まどか☆マギカ ポータブル（佐倉杏子）
- 無双OROCHI2 Special（鮑三娘）
- 無双OROCHI2 Hyper（鮑三娘）
- 龍が如く5 夢、叶えし者（大沢あずさ）

2013年
- 英雄伝説 閃の軌跡（トワ・ハーシェル）
- 劇場版 魔法少女まどか☆マギカ The Battle Pentagram（佐倉杏子）
- ゴッドイーター2（プレイヤーボイス）
- 真・三國無双7（鮑三娘）
- 真・三國無双7 猛将伝（鮑三娘）
- スーパーロボット大戦UX（アユル・ディラン）
- スロッターマニアV 絶対衝激II（香月美子）
- 青春はじめました!（伊東なずな）
- 討鬼伝（初穂）
- Fate/EXTRA CCC（ありす、アリス）
- 無双OROCHI2 Ultimate（鮑三娘）
- ラスティハーツ（エドガー）

2014年
- 英雄伝説 閃の軌跡 II（トワ・ハーシェル）
- カオス ヒーローズ オンライン（コポリ〈ポーシャ〉）
- CV 〜キャスティングボイス〜（波野あきら、一心耀子）
- クロスサマナー（ララ・ハートレット）
- 白猫プロジェクト（メア・ミスニーハ）
- 神撃のバハムート（ヴァーニア）
- 真・三國無双7 Empires（鮑三娘）
- スクールガールストライカーズ（桃川紗々）
- チェインクロニクル （2014年 - 2024年、サプラス、ホパ、スティッチア、エリーナ、フィローラ 他）
- チェインクロニクルV
- テイルズ オブ リンク（リッピ）
- 討鬼伝 極（初穂）
- 82Hブロッサム（花澤小花）
- 魔装詠唱バトルスター
- ロボットガールズZ ONLINE（ゴーゴン大公）

2015年
- グランブルーファンタジー（2015年 - 2025年、カルテイラ、ビュティ、近衛木乃香）
- 劇場版 魔法少女まどか☆マギカ MAGICARD BATTLE（佐倉杏子）
- けものフレンズ（サーバル 他）
- DEAD OR ALIVE 5 LAST ROUND（ほのか）
- 電撃文庫 FIGHTING CLIMAX IGNITION（伊里野加奈）
- 東亰ザナドゥ（九重永遠）
- ドラゴンボール ゼノバース（タイムパトローラー）
- ひまわり-Pebble in the Sky- PS Vita版（アリエス）
- ファントム オブ キル（佐倉杏子）
- Fate/Grand Order（2015年 - 2025年、メアリー・リード、メディア〔リリィ〕、ナーサリー・ライム、フランケンシュタイン） - 2作品

2016年
- ガールフレンド（♪）（豊永日々喜）
- ガールフレンド（仮）（2016年 - 2024年、豊永日々喜、佐倉杏子）
- ヴァルキリーコネクト（2016年 - 2025年、マーニ、ユニ）
- テイルズ オブ ベルセリア（ルルゥ、ねこにん）
- DEAD OR ALIVE Xtreme 3（ほのか）
- 討鬼伝2（初穂）
- 東亰ザナドゥ eX+（九重永遠）
- ポコロンダンジョンズ （2016年 - 2025年、佐倉杏子）
- ドラゴンボール ゼノバース2（タイムパトローラー）

2017年
- 閃乱カグラ PEACH BEACH SPLASH（ほのか） - DLC追加キャラクター
- 無双☆スターズ（ほのか）
- クイズRPG 魔法使いと黒猫のウィズ（2017年 - 2024年、カヌエ・デ・ヤック、佐倉杏子）
- 英雄伝説 閃の軌跡 III（トワ・ハーシェル）
- マギアレコード 魔法少女まどか☆マギカ外伝（2017年 - 2024年、佐倉杏子）
- ゼノブレイド2（トラ）
- モンスターストライク（2017年 - 2024年、アップル、佐倉杏子）

2018年
- 銀魂乱舞（椿平子）
- 真・三國無双8（鮑三娘）
- ネギマテ UQ HOLDER! 〜魔法先生ネギま！2〜（近衛木乃香）
- メモリーズオフ -Innocent Fille-（星月織姫）
- ドールズフロントライン（HK416）
- 英雄伝説 閃の軌跡IV -THE END OF SAGA-（トワ・ハーシェル）
- 無双OROCHI 3（鮑三娘）

2019年
- 47 HEROINES（久松慶）
- DEAD OR ALIVE 6（ほのか）
- ドラえもん のび太の牧場物語（ティラル、ドリーミー）
- 御城プロジェクト:RE（2019年 - 2024年、大宰府、千方窟、沼田城）
- シノビマスター 閃乱カグラ NEW LINK（ほのか）
- ブレイドエクスロード（プルミエ）
- リセット〜2回目の初恋〜（浜崎ユナ）
- セブンズストーリー（伊吹風子）
- テイルズ オブ ザ レイズ（リッピ）
- けものフレンズ3（2019年 - 2025年、サーバル）
- 食用系少女2：美食内戦（シャオロン）

2020年
- 共闘ことばRPG コトダマン（2020年 - 2021年、佐倉杏子）
- 放置少女〜百花繚乱の萌姫たち〜（浅井長政、諸葛誕）
- テイルズ オブ クレストリア（キャスク）
- グランドチェイス-次元の追跡者-（冥・ファリン）
- ロックマンX DiVE（シナモン）
- Epic Seven -エピックセブン-（アレンシア）

2021年
- ポケモンマスターズEX（2021年 - 2025年、ハルカ）
- ブラック・サージナイト（サラトガ）
- THE KING OF FIGHTERS ALLSTAR（ほのか）
- 永遠の7日-終わりなき始まり（シロ）
- テイルズ オブ アライズ（2021年 - 2023年、フルル）

2022年
- ユグドラ・レゾナンス （フブキ）
- 英雄伝説 黎の軌跡 II -CRIMSON SiN-（トワ・ハーシェル）
- 麻雀格闘倶楽部（佐倉杏子）

2023年
- アサルトリリィ Last Bullet（佐倉杏子）
- IDOLY PRIDE（2023年 - 2024年、小南来夢）
- ニューラルクラウド（2023年 - 2024年、クルカイ、カスカディア）
- セガNET麻雀 MJ（佐倉杏子）
- m HOLD'EM（佐倉杏子）

2024年
- Tower of Fantasy（幻塔）（ブレヴィ）
- 三国ドライブ（佐倉杏子）
- ドルフィンウェーブ（ほのか）
- 英雄伝説 閃の軌跡：Northern War（トワ・ハーシェル）
- ぷよぷよ!!クエスト（佐倉杏子）
- ユグドラリバース（フブキ）
- エレメンタルストーリーワールド（ベルフェゴール）
- 英雄伝説 界の軌跡 -Farewell, O Zemuria-（トワ・ハーシェル）

2025年
- レゾナンス：無限号列車（金子）
- ドールズフロントライン2：エクシリウム（クルカイ）
- Venus Vacation PRISM - DEAD OR ALIVE Xtreme -（ほのか）
- 魔法少女まどか☆マギカ Magia Exedra（佐倉杏子）
- ペルソナ5: The Phantom X（ルフェル）
- エレメンタルストーリー（佐倉杏子）

時期未定
- 千年の旅（アネックス）

### ドラマCD
2001年
- ときめきメモリアル2 Vol.8 〜霞む空の下に〜（遠野木遥）

2002年
- Cafe吉祥寺で W4 strange an entertainment（メイド1号）
- ときめきメモリアル2 Vol.10 〜陽光、輝きの中へ〜（遠野木遥）

2003年
- 宇宙のステルヴィア スペースオペラI 〜きずな〜（片瀬志麻） - ドラマに加え、2曲を歌唱

2004年
- 恋姉妹シリーズ（木咲明穂）
- コミックCDコレクション30 ながされて藍蘭島 Vol.1（ちかげ）
- ちょこッとSister（ちょこ）
- ドラマCD 悪魔のミカタ（舞原サクラ、舞原イハナ）
- ドラマCD ぱにぽに Vol.1 Ver.ケイエスエス 〜メソウサ誘拐!?天才美少女チビッ子探偵ベッキーの憂鬱〜 編（一条さん）
- ドラマCD ぱにぽに Vol.2 Ver.スクウェア・エニックス 世界最後の授業〜ベッキー危機一髪〜編（一条さん）
- ドラマCD ぱにぽに Vol.3 Ver.フロンティアワークス 〜修学旅行密着24時!〜編（一条さん、一条妹）
- ドラマCD ぱにぽに セカンドシーズンVol.1（一条さん、一条妹、一条望）
- 魔法先生ネギま! 麻帆良学園中等部2-A：1学期（近衛木乃香）
- ラブ・モンスター（魔木タマキ）
- Riviera 〜約束の地リヴィエラ〜 introduction disc（セレネ）
- Riviera 〜約束の地リヴィエラ〜 prelude disc（セレネ）
- Riviera 〜約束の地リヴィエラ〜 Epilogue Disc（セレネ）

2005年
- コミックCDコレクション32 ながされて藍蘭島 Vol.2（ちかげ）
- ドラマCD ぱにぽに セカンドシーズン Vol.3（一条さん）
- 魔法先生ネギま!「特別授業〜お祭り騒ぎに愛に恋!」（近衛木乃香 ※アニメイト限定販売）
- めろ@ドラマCD まんすりぃ 萌音（和音稟）

2006年
- 学園アリス Vol.I〜III（小笠原野乃子）
- チョコミミ（ミミ＝猫田 ミミ）
- テイルズ オブ ジ アビス（マリィベル・ラダン・ガルディオス）
- びんちょうタン ドラマCD 第1 - 3巻（びんちょうタン）
- 魔法先生ネギま!ドラマCD Vol.2（近衛木乃香）

2007年
- コーセルテルの竜術士物語（アグリナ）
- ネギま!?ドラマCD Vol.1、Vol.2（近衛木乃香）
- 私立!三十三間堂学院（柴又かずち）
- ドラマCD CLANNAD -クラナド- Vol.3（伊吹風子）
- ドラマCD CLANNAD -クラナド- 光見守る坂道で　第1、3、4巻（伊吹風子）
- 棺担ぎのクロ。〜懐中旅話〜 ドラマCD（サンジュ）
- ぷちモン（カモミール・ジャスミン）
- ムシウタbug ドラマCD（堀内愛理衣/“C”）

2008年
- コーセルテルの竜術士物語 〜海に行く話〜（アグリナ）
- 魔法先生ネギま! 〜白き翼 ALA ALBA〜言っておきたい事がある!（近衛木乃香）
- さよなら絶望先生 ドラマCD 絶望劇場（風浦可符香）
- とらドラ! Drama CD Vol.1（木原麻耶）

2009年
- アニーのアトリエ〜セラ島の錬金術師〜（アニー・アイレンベルク）
- 殺し屋さん（仇女さん）
- とらドラ! Drama CD Vol.2（木原麻耶）
- ドラマCD ひまわり（アリエス）
- ドラマCD ペルソナ（綾瀬優香）
- 星の王子さま（バラ）
- 妄想列島☆青春編 〜地方の時代がやってきた!〜（樋口恭子）
- トランジスタ・ティーセット〜電気街路図〜（大代鏡）

2010年
- イースドラマCD 異説 〜もう一つのフェルガナ冒険記〜（PSP版イース -フェルガナの誓い-限定ドラマCD同梱版）（エレナ、アナスターシャ）
- えむえむっ!（砂戸静香）

2011年
- ケモノキングダム 〜ZOO〜（パンダ王子）
- BD 魔法少女まどか☆マギカ 第3巻 特典CD 「サニーデイ　ライフ」（佐倉杏子）
- BD 魔法少女まどか☆マギカ 第5巻 特典CD 「フェアウェル・ストーリー」（佐倉杏子）

2012年
- 劇場版 魔法少女まどか☆マギカ ドラマCD ｢夏の魔法少女強化合宿!!｣（佐倉杏子）

2013年
- Sound Drama Fate/EXTRA 第二章「強きもの弱きもの」（ありす、アリス）

2015年
- 落ちてきた龍王と滅びゆく魔女の国（ケイ・カネーシュ・ハインドラ）

2018年
- スクールガールストライカーズ 〜トゥインクルメロディーズ〜 Melody Collection ボイスドラマ（栗本遥）

2023年
- 「ツキウタ。」キャラクターCD・4thシーズン3　兎川千桜＆結城若葉「翼の詩」（兎川千桜 ）

### ASMR
- 【チョキチョキ・シャンプー・耳元囁き】お客さんとの距離が近すぎる美容院第二弾～人懐っこい上京方言娘～ （2023年、朝宮恵 [187]）

### ラジオドラマ
- NHK-FMラジオドラマ 青春アドベンチャー『世界の終わりの魔法使い』（NHK-FM 2013年7月22日 - 26日、全5回[188]）（シッポ猫）
- エレンディア放送局 リヴィエラジオ（第7・8回、ドラマパート中にセレネ役として）
- 吸血鬼のおしごと（雪村舞）
- 私立!三十三間堂学院（柴又かずち）

### デジタルコミック
- 【ウマ娘 ピスピス☆スピスピ ゴルシちゃん】 第1話ボイスコミック（2024年、まなみ先生[189]）
- 【ウマ娘 ピスピス☆スピスピ ゴルシちゃん】 第30話ボイスコミック（2024年、まなみ先生[190]）

### 吹き替え
- ジェシー!（2012年 - 2016年、ズーリ）
- ダブル・ミッション（ノーラ）
- ティーン・スパイ K.C.（ズーリ）
- ヘラクレス（女の子）
- キャンプ・キキワカ（2017年、ズーリ）

### ラジオ
※はインターネット配信。
- ESアワー ラジヲのおじかん（2000年 - 2003年、東海ラジオ）
- ラジオどっとあい 野中藍のどっとあいあい（2001年、文化放送インターネットラジオ※・四国放送）
- オレたちやってま〜す土曜日（2002年、MBSラジオ）
- スタチャ情報発信番組 ホレぼれ。（2002年 - 2003年、文化放送）
- ラジオのステルヴィア（2003年 - 2004年、文化放送）
- おしゃべりやってまーす(K'z Station※)
  - 土曜日（2003年 - 2004年）
  - 金曜日（2004年）
  - 水曜日（2004年 - 2005年）
- 乙女のささやき（2004年、MBSラジオ『ヤングパーク』内のミニコーナー）
- 野中藍のあいだけに○○!（2004年 - 2013年、USEN※）
- DROPS senpercent（2004年、MBSラジオ）
- カンださん☆アイぽんの ネギまほラジお シリーズ（アニメイトTV※）
  - 1学期（2004年 - 2005年）
  - 2学期（2005年）
  - 3学期（2005年 - 2006年）
  - ネギまほラジお!?（びっくり・はてな）（2006年 - 2007年）
  - ネギまほラジお〜ネギら部（仮）（2008年、2009年）
- 野中藍 ラリルれ、にちようび。（2005年 - 2010年、ラジオ関西・東海ラジオ）
- ゴチャ・まぜっ!（MBSラジオ）
  - 月曜日（2005年 - 2006年）
  - 火曜日（2006年）
  - 水曜日 ミニコーナー（2006年 - 2007年）
- 野中藍 ラリルれ、すいようび。（2005年 - 2006年、パケットラジオ※）
- くじアンラジオ〜藍と亜美の立橋院学園生徒会〜（2006年、ランティスウェブラジオ※）
- 集英社ドラマCD祭り DA Radio（2007年）
- ぶっちゃけ! トップ・シークレット（2007年、超!A&G+※）
- 小杉十郎太・野中藍 酒とバラの日々（2007年 - 2008年、文化放送）
- ボイスパラダイスvol.6（2008年、NHK-FM）
- 小杉十郎太・野中藍 酒とバラの日々〜SEASONS（2009年 - 2011年、超!A&G+※）
- アスラクライン『カミラジオ!』（2009年、アニメイトTV※）
- ラジオ講座 よくわかる現代魔法 第1（2009年、番組公式サイト※・音泉※）
- 野中藍 ラリルれ、サタデーナイト。（2010年 - 2015年、ラジオ関西・東海ラジオ）
- あいぽんの頑張るぐろーばる!（2011年、超!A&G+※）
- あいぽん・レニぽんのイングリッシュコロシアム（2011年、超!A&G+※）
- あけ×ぽこ（2012年、超!A&G+※）[191]
- 野中藍・石川由依のラジオ Operating System（2013年 - 2015年、超!A&G+※）
- もっと!わたしのすきなこと。（2016年 - 2018年、FM愛知）
- サンセルモ presents 結婚式は あいのなか で（2019年 - 、超!A&G+ → QloveR※、YouTube※）
- あいぽん・ましゅみの声酒はんなり（2019年 - 2020年、&CAST!!!※、超!A&G+※[注 6]）[192]
- ドールズフロントライン2：エクシリウム 土曜深夜のエルモ号で（2025年、ラジオ大阪）[193]

### ラジオCD
- CLANNAD ラジオCD『渚と早苗のおまえにレインボー』Vol.3（ゲスト出演/2008年11月19日）
- さよなら絶望先生 DJCD『さよなら絶望放送』DJCD Vol.1（ゲスト出演/2008年1月23日）
- 魔法先生ネギま! DJCD『カンださん☆アイぽんのネギまほラジお』DJCD シリーズ
  - Vol.1（第1期総集編/2005年12月21日）
  - Vol.2（第2期総集編/2006年2月22日）
  - SP1（修学旅行編「新録版」/2006年4月26日）
- ネギま!? DJCD『カンださん☆アイぽんのネギまほラジお!?』シリーズ
  - Vol.1『総集編part1』（2007年3月28日）
  - SP1『スペシャル1』（2007年4月25日）
  - Vol.2『総集編part2』（2007年6月27日）
  - SP2『スペシャル2』（仮）（2007年8月22日）

### テレビ番組
- それいけ!アンパンマンくらぶ（BS日テレ：MCのお姉さん）
- NEWS23（TBS系列：2006年2月21日に放送された「秋葉原特集」のナレーション）
- 鶴瓶の家族に乾杯（NHK総合テレビ[注 7]）
- おもてなし音楽バラエティ むちゃ∞ブリ!（テレビ東京系列：2007年10月30日放送分のゲストナレーション）
- Re:あにてれ情報局（テレビ東京 2008年2月15日放送分のゲスト）
- ザ☆ネットスター!（NHK-BS2、BShi：2008年6月6日放送分のゲスト）
- あにてれ Presents アニソンぷらす+（テレビ東京：2008年7月度ナレーション担当、ゲスト）
- アニソン★カフェ ゆめが丘（tvkほか：第13・14回のゲスト）
- STARCHILD DREAM in KOBEのダイジェスト特番（サンテレビ）
  - ラジオ関西PRESENTS ☆2004 STARCHILD DREAM in KOBE 2nd☆ 響宴!アニメの歌姫たち（2005年10月、DROPSとして）
  - ☆やっぱり!☆ アニソン大好き!!〜歌姫からの夢の贈り物〜（2007年10月）
  - アニソンLIVE!! ☆☆☆お宝グッズ満載☆☆☆（2008年11月2日）
- 双方向クイズ 天下統一（NHK総合：2014年1月31日深夜（日付的には2月1日）） - 番組のキャラクターである天姫の声も担当する[194]。
- 超ハマる!爆笑キャラパレード（フジテレビ：2016年4月 - 2017年3月、ナレーション）

### CM
- Fate/Grand Order Beyond the Tale 第7弾CM BerserkerVer.（2023年、ナレーション[195]）
- 【春マン!!2024】ボーボボ達が「春マン!!」の見どころを鼻毛真拳と共に紹介！（2024年、ビュティ[196]）

### インターネットテレビ
- うらすたちゃ 〜二の足〜（2007年、Oh!sama TV）
- FLASH動画 Xenosaga II to III a missing year〜U.M.N.に封印されし真実の断片〜（百式レアリエン）
- ニコニコ生放送とりあえず生中（三杯目）木曜日（2010年6月24日放送分ゲスト）
- 野中藍 ラリルれ、エブリバディ。（2015年 - 2019年、YouTube）

### DVD
- 魔法先生ネギま! 麻帆良学園中等部2-A:ホームルーム（2005年3月24日）
- 魔法先生ネギま! 麻帆良学園 大麻帆良祭（2006年3月29日）
- けん太くんとてつどう博士のたのしいでんしゃ 新幹線大集合（ビコム株式会社）（さっちゃん/2008年3月）
- 日本列島列車大行進 2009（ビコム株式会社）（さっちゃん/2008年12月）
- 宝探し〜ミネルヴァの箱〜in 河口湖オルゴールの森美術館（2013年）
- 声優ゆめ日記 野中藍（2013年8月）

### 舞台
- サクラ大戦 巴里花組ライブ2012 〜レビュウ・モン・パリ〜（羊の怪人 レーヌ 役）:2012年12月26日 - 12月29日（青山劇場）
- リザードマン　Bitter Pain Dolls （劇団ヘロヘロQカムパニー　第28回公演/2013年5月29日 - 6月2日/全労済ホールスペース・ゼロ）
- 父、躍る（皆口裕子プロデュース ラーニング・ラパン第2回公演 :2016年10月21日 - 10月25日（ウッディーシアター中目黒）[197]
- PREMIUM 3D MUSICAL 英雄伝説 閃の軌跡 （トワ・ハーシェル役）:2017年1月8日 - 1月15日（Zeppブルーシアター六本木）
- けものフレンズPARTY（サーバル[注 8]役） :2019年7月27日（舞浜アンフィシアター）

### パチンコ・パチスロ
- 魔法少女まどか☆マギカシリーズ（佐倉杏子）
  - SLOT魔法少女まどか☆マギカ（2013年）
  - SLOT魔法少女まどか☆マギカ2（2016年）
  - ぱちんこ魔法少女まどか☆マギカ（2017年）
  - SLOT劇場版魔法少女まどか☆マギカ[新編]叛逆の物語（2019年）
  - ぱちんこ劇場版魔法少女まどか☆マギカ（2019年）
  - SLOT劇場版魔法少女まどか☆マギカ[前編]始まりの物語/[後編]永遠の物語（2021年）
  - スマスロ劇場版魔法少女まどか☆マギカ[前編]始まりの物語/[後編]永遠の物語f-フォルテ-（2023年[198]）
  - P魔法少女まどか☆マギカ3（2024年[199]）
  - スマスロ マギアレコード 魔法少女まどか☆マギカ外伝（2025年）
  - e マギアレコード 魔法少女まどか☆マギカ外伝（2025年）
- CR魔法先生ネギま!（2017年、近衛木乃香[200]）

### その他コンテンツ
- 恋する姉妹の物語（空野 冬/2007年12月22日/CD-ROM）
- ちょこッとSister CD-ROM（ちょこ/2004年8月1日 ※アニメイト限定販売）
- ゲゲゲの鬼太郎 妖怪JAPANラリー3D（ザンビア）
- でぃあーず『にほんのむかしばなし』〜赤の色〜（2008年8月29日 ※コミックマーケット74で販売）
  - でぃあーず『にほんのむかしばなし』〜夢の色〜（コミックマーケット74の企業ブースでの購入者限定特典CD）
- 魔法先生ネギま! アクセサリ集 課外授業（近衛木乃香/2004年12月24日/CD-ROM）
- 魔法先生ネギま! FUN DISC 麻帆良祭（近衛木乃香/2005年10月21日/CD-ROM）
- まりたん集中ドリル かいへい3ねんせいよう ヒアリング・ドラマCD、特典CD（てぃんくる☆ありす/2008年4月26日）
- 萌える脳トレ（高橋亜沙美） - CD-ROM付き書籍
- スターチャイルドの商品CM（ラジオ版）
- 美声時計
- 瑞浪市化石博物館映像コンテンツ（瑞浪Mio/2011年10月8日〜/博物館常設展、YouTube）
- Let's天才てれびくん（ぷにょら）
- DSP版Windows 10自作PC応援キャラクター「窓辺とおこ」
- 日曜ファミリア 映っちゃった映像グランプリ!（声の出演）
- バーチャルマーケット3（ミスプリティ/2019年）[201]
- フルルの絵描き歌（2023年12月15日）[202]

## ディスコグラフィ
2007年1月と2008年4月には、東京と大阪で単独ライブを行った（前者についてはチケットをプレイガイドで販売せず、アルバム『しあわせのいろ』の初回限定盤に応募券を封入していた）。

### シングル
|        | 発売日         | タイトル                   | 規格品番                                | 規格品番                                  | 最高位 |
| 通常盤 | 発売日         | タイトル                   | 初回限定盤                              |                                           | 最高位 |
| ------ | -------------- | -------------------------- | --------------------------------------- | ----------------------------------------- | ------ |
| 1      | 2005年12月28日 | 夢のドライブ               | KICM-3119                               |                                           | 122位  |
| 2      | 2006年10月4日  | トキメキの言葉             | KICM-1176                               | 30位                                      |        |
| 3      | 2006年10月4日  | LOVE@MESSENGER             | KICM-1177                               | 32位                                      |        |
| 4      | 2007年8月8日   | チアルーガ!                | KIZM-9/10                               | 44位                                      |        |
| 5      | 2007年9月9日   | 恋のミュージアム           | KIZM-11/2                               | 66位                                      |        |
| 6      | 2007年10月10日 | ウレシ泣キ                 | KIZM-13/4                               | 26位                                      |        |
| 7      | 2009年1月14日  | だってあなたはあなただから | KICM-1262（あか盤） KICM-1263（あお盤） | KICM-91262（あか盤） KICM-91263（あお盤） | 25位   |

### アルバム
|        | 発売日        | タイトル       | 規格品番   | 規格品番   | 最高位 |
| 通常盤 | 発売日        | タイトル       | 初回限定盤 |            | 最高位 |
| ------ | ------------- | -------------- | ---------- | ---------- | ------ |
| 1      | 2006年2月1日  | あいのうた     | KICS-1210  | KICS-91210 | 57位   |
| 2      | 2006年12月6日 | しあわせのいろ | KICS-1283  |            | 76位   |
| 3      | 2008年3月12日 | ナミダノキセキ | KICS-1354  | KICS-91354 | 62位   |
| 4      | 2009年4月22日 | サプリメント   | KICS-1462  | KICS-91462 | 41位   |
| ベスト | 2010年1月27日 | アイレンジャー | KICS-1509  | KICS-91509 | 62位   |

### 映像作品
|   | 発売日        | タイトル                                                     | 規格品番     |
| - | ------------- | ------------------------------------------------------------ | ------------ |
| 1 | 2007年3月28日 | AI☆PON the FILMS                                             | KIBM-131     |
| 2 | 2008年8月6日  | AI NONAKA'S NO TEAR NO LIVE 2008                             | KIBM-175/6   |
| 3 | 2010年6月30日 | AIPON BEST BOUT 2010〜燃えあがれ!!天をも焦がす野中藍の歌魂〜 | KIBM-90247/8 |

### キャラクターソング
| 発売日   | 商品名                                                                            | 歌 | 楽曲 | 備考                                                                      |
| 2003年   | 2003年                                                                            | 2003年 | 2003年 | 2003年                                                                    |
| -------- | --------------------------------------------------------------------------------- | --- | --- | ------------------------------------------------------------------------- |
| 3月9日   | 麻帆良学園中等部2-A：音楽の授業〈主に出席番号のうた〉                             | 麻帆良学園中等部2-A | 「出席番号のうた」                                                                                        | テレビアニメ『魔法先生ネギま！』関連曲                                    |
| 7月24日  | 宇宙のステルヴィア キャラクターソングアルバム 宇宙学園ステルヴィア校 大歌謡祭     | 予科生のみなさん | 「宇宙学園ステルヴィア校 校歌」                                                                           | テレビアニメ『宇宙のステルヴィア』関連曲                                  |
| 7月24日  | 宇宙のステルヴィア キャラクターソングアルバム 宇宙学園ステルヴィア校 大歌謡祭     | 片瀬志麻（野中藍） | 「Shooting Star ～夢へと届け～」                                                                          | テレビアニメ『宇宙のステルヴィア』関連曲                                  |
| 7月24日  | 宇宙のステルヴィア キャラクターソングアルバム 宇宙学園ステルヴィア校 大歌謡祭     | 片瀬志麻（野中藍）、音山光太（水島大宙）                                                                                               | 「二人のメロディー」                                                                                      | テレビアニメ『宇宙のステルヴィア』関連曲                                  |
| 2004年   |                                                                                   | | |                                                                           |
| 2月25日  | 魔法先生ネギま! 麻帆良学園中等部2-A 5月：近衛木乃香                               | 近衛木乃香（野中藍） | 「にちようび」 「にちようび（Remix ver.）」                                                               | テレビアニメ『魔法先生ネギま！』関連曲                                    |
| 12月22日 | ネギま！ 麻帆良学園中等部2-A：3学期                                               | 神楽坂明日菜（神田朱未）、近衛木乃香（野中藍）                                                                                         | 「恋せよオトメ」                                                                                          | テレビアニメ『魔法先生ネギま！』関連曲                                    |
| 2005年   |                                                                                   | | |                                                                           |
| 2月16日  | 輝く君へ                                                                          | 麻帆良学園中等部2-A かなかな組 | 「輝く君へ」                                                                                              | テレビアニメ『魔法先生ネギま！』エンディングテーマ                        |
| 2月16日  | 輝く君へ                                                                          | 麻帆良学園中等部2-A かなかな組 | 「Believe」                                                                                               | テレビアニメ『魔法先生ネギま！』関連曲                                    |
| 4月6日   | ハッピー☆マテリアル 3月度：More Happy version                                     | 麻帆良学園中等部2-A | 「ハッピー☆マテリアル」                                                                                   | テレビアニメ『魔法先生ネギま！』オープニングテーマ                        |
| 8月3日   | ハッピー☆マテリアル/輝く君へ〜Peace                                               | 麻帆良学園中等部2-A | 「ハッピー☆マテリアル 31人ver.・TVサイズ」                                                                | テレビアニメ『魔法先生ネギま！』オープニングテーマ                        |
| 8月3日   | ハッピー☆マテリアル/輝く君へ〜Peace                                               | 麻帆良学園中等部2-A | 「輝く君へ〜Peace」                                                                                       | テレビアニメ『魔法先生ネギま！』エンディングテーマ                        |
| 8月24日  | 黄色いバカンス                                                                    | 桃月学園1年C組 feat.片桐姫子 | 「黄色いバカンス」                                                                                        | テレビアニメ『ぱにぽにだっしゅ！』オープニングテーマ                      |
| 8月24日  | 黄色いバカンス                                                                    | 桃月学園1年C組 feat.橘玲 | 「黄色いバカンス」                                                                                        | テレビアニメ『ぱにぽにだっしゅ！』オープニングテーマ                      |
| 9月22日  | ルーレット☆ルーレット                                                             | 桃月学園1年C組 feat.一条さん | 「ルーレット☆ルーレット」                                                                                 | テレビアニメ『ぱにぽにだっしゅ！』オープニングテーマ                      |
| 9月22日  | ルーレット☆ルーレット                                                             | 桃月学園1年C組 feat.桃瀬くるみ | 「ルーレット☆ルーレット」                                                                                 | テレビアニメ『ぱにぽにだっしゅ！』オープニングテーマ                      |
| 11月23日 | 少女Q                                                                             | 桃月学園1年C組 feat.上原都 | 「少女Q」                                                                                                 | テレビアニメ『ぱにぽにだっしゅ！』オープニングテーマ                      |
| 11月23日 | 少女Q                                                                             | 桃月学園1年C組 feat.6号さん | 「少女Q」                                                                                                 | テレビアニメ『ぱにぽにだっしゅ！』オープニングテーマ                      |
| 11月25日 | びんちょうタン キャラクターCD vol.1                                               | びんちょうタン（野中藍） | 「このみち」                                                                                              | テレビアニメ『びんちょうタン』関連曲                                      |
| 12月10日 | 聖なる空の下で                                                                    | 近衛木乃香（野中藍）、桜咲刹那（小林ゆう）                                                                                             | 「聖なる空の下で」                                                                                        | テレビアニメ『魔法先生ネギま！』関連曲                                    |
| 2006年   |                                                                                   | | |                                                                           |
| 10月4日  | まなびストレート!キャラクターミニアルバム 稲森光香                                | 稲森光香（野中藍） | 「ふんわか・おれんじ」 「school days」                                                                    | テレビアニメ『がくえんゆーとぴあ まなびストレート!』関連曲                |
| 11月8日  | 1000%SPARKING!                                                                    | ネギ・スプリングフィールド（佐藤利奈）、神楽坂明日菜（神田朱未）、近衛木乃香（野中藍）、桜咲刹那（小林ゆう）                           | 「1000%SPARKING!」                                                                                        | テレビアニメ『ネギま!?』オープニングテーマ                                |
| 11月8日  | 1000%SPARKING!                                                                    | ネギ・スプリングフィールド（佐藤利奈）、神楽坂明日菜（神田朱未）、近衛木乃香（野中藍）、桜咲刹那（小林ゆう）                           | 「A-LY-YA!」                                                                                              | テレビアニメ『ネギま!?』エンディングテーマ                                |
| 2007年   |                                                                                   | | |                                                                           |
| 6月      | KIRAMEKI☆絶好調！                                                                 | ネギ・スプリングフィールド（佐藤利奈）、神楽坂明日菜（神田朱未）、近衛木乃香（野中藍）、桜咲刹那（小林ゆう）                           | 「KIRAMEKI☆絶好調！」                                                                                     | テレビアニメ『ネギま!?』関連曲                                            |
| 8月17日  | らぶ☆センセイション                                                               | 近衛木乃香（野中藍）、桜咲刹那（小林ゆう）                                                                                             | 「らぶ☆センセイション」 「Never Give Up!」                                                                | テレビアニメ『ネギま!?』関連曲                                            |
| 9月26日  | ネギま!?ベストアルバム                                                            | 麻帆良学園中等部3-A+ネギ・スプリングフィールド                                                                                         | 「Hello Again」                                                                                           | テレビアニメ『ネギま!?』関連曲                                            |
| 2008年   |                                                                                   | | |                                                                           |
| 8月27日  | ハッピー☆マテリアルリターン                                                       | 麻帆良学園中等部3-A | 「ハッピー☆マテリアル リターン」                                                                          | OVA『魔法先生ネギま! 〜白き翼 ALA ALBA〜』オープニングテーマ              |
| 8月27日  | ハッピー☆マテリアルリターン                                                       | 麻帆良学園中等部3-A | 「輝く君へ」                                                                                              | OVA『魔法先生ネギま! 〜白き翼 ALA ALBA〜』エンディングテーマ              |
| 8月27日  | ハッピー☆マテリアルリターン                                                       | 麻帆良学園中等部3-A | 「A-LY-YA」                                                                                               | OVA『魔法先生ネギま! 〜白き翼 ALA ALBA〜』関連曲                          |
| 2010年   |                                                                                   | | |                                                                           |
| 11月17日 | 魔法先生ネギま! 〜もうひとつの世界〜 Theme Song Collection                        | ネギ・スプリングフィールド（佐藤利奈）、神楽坂明日菜（神田朱未）、近衛木乃香（野中藍）、桜咲刹那（小林ゆう）、宮崎のどか（能登麻美子） | 「LOVEドライブ」                                                                                          | OVA『魔法先生ネギま! 〜もうひとつの世界〜』オープニングテーマ             |
| 2011年   |                                                                                   | | |                                                                           |
| 8月24日  | 桜風に約束を -旅立ちの歌-                                                         | ネギ・スプリングフィールド&麻帆良学園中等部3-A                                                                                         | 「桜風に約束を -旅立ちの歌-」                                                                             | 劇場アニメ『劇場版 魔法先生ネギま! ANIME FINAL』エンディングテーマ        |
| 8月24日  | 魔法少女まどか☆マギカ BD/DVD 第5巻完全生産限定版特典CD                            | 美樹さやか（喜多村英梨）、佐倉杏子（野中藍）                                                                                           | 「and I'm home」                                                                                          | テレビアニメ『魔法少女まどか☆マギカ』BD/DVD版エンディングテーマ           |
| 2012年   |                                                                                   | | |                                                                           |
| 7月11日  | TVアニメ「Another」キャラクターソングアルバム Songs party<歌宴>                   | 桜木ゆかり（野中藍） | 「HOP STEP HOT！」                                                                                        | テレビアニメ『Another』関連曲                                             |
| 12月26日 | 龍が如く5 夢、叶えし者 オリジナルサウンドトラック Vol.2                           | T-SET | 「KONNANじゃないっ! ～feat.T-SET～」 「loneliness loop ～feat.T-SET～」 「キミハイルカラ ～feat.T-SET～」 | ゲーム『龍が如く5 夢、叶えし者』関連曲                                    |
| 2013年   |                                                                                   | | |                                                                           |
| 4月5日   | sing my way                                                                       | 兎川千桜（野中藍） | 「sing my way」 「Sakusa-Sakura (Japanese modern Remix)」                                                 | キャラクターCD『ツキウタ。』関連曲                                        |
| 6月26日  | 波打際のMUSIC                                                                     | ひぃちゃん（野中藍） | 「カワイイ！最強伝説」                                                                                    | テレビアニメ『波打際のむろみさん』関連曲                                  |
| 6月26日  | 波打際のMUSIC                                                                     | むろみさん（田村ゆかり）、ひぃちゃん（野中藍）                                                                                         | 「平行線∞大論争」                                                                                         | テレビアニメ『波打際のむろみさん』関連曲                                  |
| 6月26日  | 波打際のMUSIC                                                                     | むろみさん（田村ゆかり）、ひぃちゃん（野中藍）、隅田さん（上坂すみれ）                                                                 | 「シーサイド99」                                                                                          | テレビアニメ『波打際のむろみさん』関連曲                                  |
| 2014年   |                                                                                   | | |                                                                           |
| 11月19日 | 甘城ブリリアントパーク キャラクターソング集                                       | モッフル（川澄綾子）、マカロン（白石涼子）、ティラミー（野中藍）                                                                       | 「ブリリアントヒーローズ！」                                                                              | テレビアニメ『甘城ブリリアントパーク』関連曲                              |
| 2016年   |                                                                                   | | |                                                                           |
| 8月5日   | 桜通り                                                                            | 兎川千桜（野中藍） | 「桜通り」 「ふわそわこころ」                                                                             | キャラクターCD『ツキウタ。』関連曲                                        |
| 2017年   |                                                                                   | | |                                                                           |
| 4月19日  | ガールフレンド（仮） キャラクターソングシリーズ Vol.04                            | スカーレット・カメリア | 「嵯峨椿トライアングル」                                                                                  | ゲーム『ガールフレンド（仮）』関連曲                                      |
| 8月9日   | 魔法少女まどか☆マギカ Ultimate Best                                               | 巴マミ（水橋かおり）、佐倉杏子（野中藍）                                                                                               | 「Stairs」                                                                                                | パチスロ『SLOT魔法少女まどか☆マギカA』挿入歌                              |
| 2018年   |                                                                                   | | |                                                                           |
| 1月24日  | スクールガールストライカーズ ～トゥインクルメロディーズ～ Melody Collection       | プロキオン・プディング | 「Southern Cross」                                                                                        | ゲーム『スクールガールストライカーズ ～トゥインクルメロディーズ～』関連曲 |
| 8月17日  | スクールガールストライカーズ ～トゥインクルメロディーズ～ Melody Collection Vol.2 | プロキオン・プディング | 「Believe In Yourself」                                                                                   | ゲーム『スクールガールストライカーズ ～トゥインクルメロディーズ～』関連曲 |
| 8月17日  | スクールガールストライカーズ ～トゥインクルメロディーズ～ Melody Collection Vol.2 | 李野田真乃（Lynn）、桃川紗々（野中藍）                                                                                                 | 「Touch The Stars」                                                                                       | ゲーム『スクールガールストライカーズ ～トゥインクルメロディーズ～』関連曲 |
| 8月24日  | BAKA-BONSOIR!                                                                     | B.P.O -Bakabon-no Papa Organization-                                                                                                   | 「BAKA-BONSOIR!」                                                                                         | テレビアニメ『深夜！天才バカボン』オープニングテーマ                      |
| 8月24日  | BAKA-BONSOIR!                                                                     | B.P.O -Bakabon-no Papa Organization-                                                                                                   | 「BAKA-BONSOIR! Nano Order Remix」                                                                        | テレビアニメ『深夜！天才バカボン』関連曲                                  |
| 12月28日 | Fluna!                                                                            | Fluna | 「Fluna!」 「不思議に感じても季節は」                                                                     | キャラクターCD『ツキウタ。』関連曲                                        |
| 2019年   |                                                                                   | | |                                                                           |
| 6月28日  | サクラメモリー                                                                    | 兎川千桜（野中藍） | 「サクラメモリー」                                                                                        | キャラクターCD『ツキウタ。』関連曲                                        |
| 2020年   |                                                                                   | | |                                                                           |
| 8月26日  | ECHOES                                                                            | 416（野中藍）、Gr G11（福原綾香） | 「Alles OK !」                                                                                            | ゲーム『ドールズフロントライン』関連曲                                    |
| 8月26日  | ECHOES                                                                            | 416（野中藍） | 「Trigger」                                                                                               | ゲーム『ドールズフロントライン』関連曲                                    |
| 2021年   |                                                                                   | | |                                                                           |
| 6月25日  | ツキプロシリーズ・劇場版『怪獣大渋滞クロダ他』主題歌                              | 兎川千桜（野中藍） | 「Blessing」                                                                                              | キャラクターCD『ツキウタ。』関連曲                                        |
| 9月      | 魔法使いと黒猫のウィズ 8th Anniversary Original Soundtrack                        | プリフィカ（影山灯）、カヌエ（野中藍）、ルルベル（巽悠衣子）                                                                           | 「You to pure」                                                                                           | ゲーム『魔法使いと黒猫のウィズ』関連曲                                    |
| 2023年   |                                                                                   | | |                                                                           |
| 3月31日  | めぐりあい                                                                        | Fluna＆Seleas | 「めぐりあい」                                                                                            | キャラクターCD『ツキウタ。』関連曲                                        |
| 9月29日  | 翼の詩                                                                            | 兎川千桜（野中藍）、結城若葉（内山夕実）                                                                                               | 「翼の詩」                                                                                                | キャラクターCD『ツキウタ。』関連曲                                        |
| 9月29日  | 翼の詩                                                                            | 兎川千桜（野中藍） | 「Sakura Sky」                                                                                            | キャラクターCD『ツキウタ。』関連曲                                        |
| 9月29日  | Dear Dreamer,                                                                     | Fluna＆Seleas | 「Dear Dreamer, (ver.Fluna & Seleas)」                                                                    | キャラクターCD『ツキウタ。』関連曲                                        |
| 9月29日  | Dear Dreamer,                                                                     | Fluna | 「Dear Dreamer, (ver.Fluna)」                                                                             | キャラクターCD『ツキウタ。』関連曲                                        |
| 2024年   |                                                                                   | | |                                                                           |
| 6月28日  | Best Wishes,                                                                      | Fluna&Seleas | 「Best Wishes,(ver.Fluna & Seleas)」                                                                      | キャラクターCD『ツキウタ。』関連曲                                        |
| 6月28日  | Best Wishes,                                                                      | Fluna | 「Best Wishes,(ver.Fluna)」                                                                               | キャラクターCD『ツキウタ。』関連曲                                        |
| 6月28日  | ツキアカリスタートライン                                                          | Fluna | 「ツキアカリスタートライン」                                                                              | キャラクターCD『ツキウタ。』関連曲                                        |
| 6月28日  | ツキアカリスタートライン                                                          | Fluna | 「Ask for the Moon」                                                                                      | キャラクターCD『ツキウタ。』関連曲                                        |
| 7月10日  | 月ノヒカリ                                                                        | どりきゅん | 「Ignition」                                                                                              | ゲーム『IDOLY PRIDE』関連曲                                               |

### 未音源化楽曲
| 発表時期 | 楽曲                     | 歌 | 備考                                                                                          |
| 2023年   | 2023年                   | 2023年 | 2023年                                                                                        |
| -------- | ------------------------ | --- | --------------------------------------------------------------------------------------------- |
| 11月6日  | 「naturally -Re:birth-」 | 鹿目まどか（悠木碧）、暁美ほむら（斎藤千和）、巴マミ（水橋かおり）、美樹さやか（喜多村英梨）、佐倉杏子（野中藍） | スマスロ『劇場版 魔法少女まどか☆マギカ[前編]始まりの物語／[後編]永遠の物語f-フォルテ-』関連曲 |